# Placówka Straży Granicznej I linii „Bestwin”
Placówka Straży Granicznej I linii „Bestwin” – jednostka organizacyjna Straży Granicznej pełniąca służbę ochronną na granicy polsko-niemieckiej w okresie międzywojennym.

## Geneza
Na wniosek Ministerstwa Skarbu, uchwałą z 10 marca 1920 roku, powołano do życia Straż Celną. Od połowy 1921 roku jednostki Straży Celnej rozpoczęły przejmowanie odcinków granicy od pododdziałów Batalionów Celnych. Proces tworzenia Straży Celnej trwał do końca 1922 roku. Placówka Straży Celnej „Ruda” weszła w podporządkowanie komisariatu Straży Celnej „Zduny” z Inspektoratu SC „Ostrów”.

## Formowanie i zmiany organizacyjne
Rozporządzeniem Prezydenta Rzeczypospolitej Polskiej Ignacego Mościckiego z 22 marca 1928 roku, do ochrony północnej, zachodniej i południowej granicy państwa, a w szczególności do ich ochrony celnej, powoływano z dniem 2 kwietnia 1928 roku  Straż Graniczną.
Rozkazem nr 3 z 25 kwietnia 1928 roku w sprawie organizacji Wielkopolskiego Inspektoratu Okręgowego dowódca Straży Granicznej gen. bryg. Stefan Pasławski  określił strukturę organizacyjną komisariatu SG „Krotoszyn”. Placówka Straży Granicznej I linii „Rochy” znalazła się w jego strukturze.
Rozkazem nr 11 z 9 stycznia 1930 roku reorganizacji Wielkopolskiego Inspektoratu Okręgowego komendant Straży Granicznej płk Jan Jur-Gorzechowski ustalił numer i nową organizację komisariatu Straży Granicznej „Krotoszyn”. Placówka Straży Granicznej I linii „Rochy” w nim nie występuje. Występuje natomiast placówka Straży Granicznej I linii „Ruda”.
Rozkazem nr 3/31 zastępcy komendanta Straży Granicznej płk Emila Czaplińskiego z 5 sierpnia 1931 roku przeniesiono placówkę I linii „Ruda” do Bestwiny.

## Służba graniczna
Rozkazem organizacyjnym nr 5 z 15 lutego 1930 roku (czyim?) zostały określone granice placówki. Ochraniała ona 6 002,0 m granicy od kamienia granicznego J 180 do J 211. Placówka posiadała punkt obserwacyjny na wieży kościoła w Baszkowie. Widoczność z tego punktu sięgała w zasadzie tylko do linii granicznej. Poza linią graniczną był widoczny tylko zachodni skraj granicznej miejscowości Sandraschutz.
Sąsiednie placówki:
- placówka Straży Granicznej I linii „Nad Stawem” ⇔ placówka Straży Granicznej I linii „Zduny” − 1930

## Kierownicy/dowódcy placówki
- starszy strażnik Wiktor Łopacz 1934-?[11][12]